# Félicette
Félicette war die erste Katze im Weltraum, und die bisher einzige, die ihren Flug überlebte. Sie war Teil des französischen Raumfahrt-Programms und trat ihre Reise am 18. Oktober 1963 an.

## Geschichte
Das Experiment wurde während des Wettlauf ins All zwischen den 1950er und 1960er Jahren in Angriff genommen. Bereits im November 1957 hatte die Sowjetunion die Hündin Laika mit Sputnik 2 ins All geschickt. Das Tier starb an Bord des Satelliten. Die US-amerikanische NASA führte im Januar 1961 einen Flug mit dem Schimpansen Ham an Bord durch, der den 16-minütigen suborbitalen Flug von Mercury-Redstone 2 überlebte. Anschließend folgten im April 1961 mit Juri Gagarin auf der sowjetischen Seite und im Mai 1961 mit Alan Shepard auf der US-amerikanischen Seite die ersten Menschen.
Das französische Centre d’Enseignement et de Recherches de Médecine Aéronautique (CERMA) begann 1963 mit Katzen zu experimentieren und bereitete sie auf den Raumflug vor. Im Training kamen eine Zentrifuge sowie eine Kompressionskammer zum Einsatz. Insgesamt sechs Katzen durchliefen den Trainingsprozess. Für den ersten Flug wurde die Katzendame Félicette ausgewählt, eine schwarz-weiß gemusterte Katze aus den Straßen von Paris. Der Name war eine Hommage an Felix the Cat.
Für Forschungsflüge mit Katzen an Bord waren zwei Starts mit der Höhenforschungsrakete Véronique AGI 47 geplant, die in Vernon hergestellt wurde. Startplatz war der Komplex Blandine des Centre interarmées d’essais d’engins spéciaux bei Hammaguir in Algerien.
Am 18. Oktober 1963 um 7:09 GMT startete der Véronique-Flug V47. Die Triebwerke brannten 42 Sekunden lang. In dieser Zeit betrug die Beschleunigung bis zu 9,5 g. Daran schlossen sich fünf Minuten Schwerelosigkeit an. Die Gipfelhöhe der Rakete betrug dabei 157 km. Der Wiedereintritt in die Erdatmosphäre war von Turbulenzen geprägt. Knapp neun Minuten nach dem Start öffnete sich der Fallschirm der Landekapsel, die 10 Minuten und 36 Sekunden nach dem Start landete. Während des Fluges wurde die Hirnaktivität gemessen. Das Experiment glückte und die Katze kam lebend wieder zur Erde zurück. Die Katze verblieb mehrere Monate für einige Tests im Labor, wurde dann aber eingeschläfert.
Am 24. Oktober 1963 wurde das Experiment beim Flug V50 mit einer anderen Katze wiederholt, doch die Katze wurde beim Absturz der Rakete getötet.

## Gedenken
Oktober 2017 startete der Creative Director Matthew Serge Guy eine Kampagne auf Kickstarter mit dem Ziel, eine Statue für Felicette gestalten zu lassen. Die Ausführung sollte vom Bildhauer Gill Parker übernommen werden, aufgestellt werden sollte sie in Felicettes "Heimatstadt" Paris. Bereits im November war das Spendenziel von 40.000 Pfund erreicht. Anders als ursprünglich geplant konnte die Statue nach Fertigstellung nicht in Paris aufgestellt werden, sondern wurde am 18. Dezember 2018 an der ISU in Straßburg enthüllt.

## Mythos Felix
Es existiert ein Gerücht über eine Katze namens Felix, die angeblich als erste ausgewählt worden sei, aber kurz vor dem Flug aus dem Labor entkommen wäre. Diese Geschichte wurde später von Gérard Chatelier widerlegt. Dennoch existieren Briefmarken aus dem Niger, Tschad und den Komoren, die sich auf das französische Raumfahrtprogramm beziehen und Félicette zeigen, sie jedoch als „Felix“ bezeichnen.